# Рэйвен (дрэг-квин)
Дэвид Петрушин (англ. David Petruschin; род. 8 апреля 1979,	Викторвилл, Калифорния), больше известен как Рэйвен (англ. Raven) — американский визажист, продюсер, дрэг-квин. Широкую известность получил благодаря участию во втором сезоне шоу «Королевские гонки Ру Пола», где он занял второе место. С 2017 года является креативным продюсером шоу.

## Биография
Дэвид Петрушин родился в Викторвилле, Калифорния, первым из пятерых детей. Дэвид является русским по национальности. Его родители развелись, когда ему было семь лет. Он воспитывался в мормонской вере, однако позже он дистанцировался от религии.

## Карьера
В начале своей карьеры Петрушин днем работал продавцом косметики и внештатным визажистом, а по ночам выступал в клубах в качестве танцора гоу-гоу под именем «Феникс». Он начал выступать в драге в 2002 году, изменив свое имя на Рэйвен. Точная первого выступления дата — 10 мая, тогда он дебютировал вместе с другой выпускницей «Гонок» Мейхем Миллер. В отличие от многих других королев, Петрушин обучался премудростям ремесла без наставничества драг-матери. Как Рэйвен, Петрушин прослушивался для участия на первом и втором сезонах «Королевских гонок Ру Пола».
В 2007 году появился в восьмом сезоне шоу «Топ-модель по-американски», в испытании, где модели должны были позировать одетые как мужчины с драг-королевами.
В 2010 году было объявлено, что Рэйвен станет участницей второго сезона шоу «Королевские гонки Ру Пола». В первом эпизоде он выиграл первое в сезоне мини-испытание — фотосессию. Во втором и третьем эпизоде она оказывалась в боттоме, дважды «липсинкуя за свою жизнь», чтобы остаться в соревновании. Она выиграла оба липсинка. Рэйвен выиграла второе мини-испытание в четвёртом эпизоде, угадав цену различных объектов, заработав себе телефонный звонок домой; и третье мини-испытание в пятом эпизоде, успешно украсив подарок, чтобы отразить свой личный стиль. Она выиграла седьмое и восьмое главное испытание, которые включали в себя создание и продвижение автобиографии, а также предоставление пожилому джентльмену преображение, соответственно. В конце соревнований она в конечном итоге заняла второе место, уступив Тайре Санчес.
В 2011 году приняла участие в съёмках видеоклипа на песню «Diamond Crowned Queen» победительницы третьего сезона шоу Ражи. Камео Рэйвен было оценено критиками. Также Рэйвен появилась в видеоклипах «Queen» группы Xelle и «Feed Me Diamonds» MNDR.
Рэйвен была одной из выпускниц «Гонок», которые были приглашены выступить в качестве профессоров в спин-оффе серии — «Университет драга». Рэйвен выступила в качестве наставника для женщин, обучая их искусству макияжа и стиля. За все выпуски она сделала в общей сложности двенадцать преображений и набрала наибольшее количество очков, за что получила титул «Королева преображений». В одном из эпизодов она занималась преображением свой собственной матери, соперничая с Джуджуби и Манилой Лузон.
6 августа 2012 года было объявлено, что Рэйвен стала одной из двенадцати прошлых конкурсанток, выбранных для участия в первом сезоне шоу «Королевские гонки Ру Пола: Все звёзды», премьера которого состоялась на телеканале Logo 22 октября 2012 года. До выхода в эфир финала сезона, Рэйвен (вместе с Манилой Лузон, Латрис Ройел и Тэмми Браун) появилась в рекламе портала Orbitz. На соревновании она попала в пару со своей подругой Джуджуби, вместе они сформировали команду «Руджуби». Они выиграли мини-испытания во втором и пятом эпизодах, ответив правильно на вопросы друг о друге и заработав больше всех очков в игре в баскетбол. Они смогли добраться до финала, но Рэйвен вновь заняла второе место, уступив Чаду Майклзу.
В 2014 году стала ведущей веб-шоу «RuPaul’s Drag Race Fashion Photo RuView», где они вместе с Ражей оценивают луки королев из текущих сезонов шоу.
Начиная с 2015 года Петрушин стал визажистом на шоу, делая макияж самому Ру Полу. В 2016 году попала в ролик Vanity Fair «100 Years of Drag Fashion», где была названа одной из самых влиятельных дарг-королев нулевых. В 2017 году Рэйвен получила приз WOWie Awards в категории «Best Lips AKA The Pucker Up Award». В 2018 году она была номинирован на премии «Гильдии визажистов и стилистов» и прайм-таймовую «Эмми» за свою работу в качестве визажиста. Помимо прочего, с 2018 года является креативным продюсером шоу. В 2020 году вновь была признана одной из самых успешных королев за всё время. В том же году вновь получила номинацию на «Эмми».